# Bohnhorst
Bohnhorst è una frazione (Ortsteil) del comune di Warmsen, nel land della Bassa Sassonia, in Germania.

## Storia
Già comune autonomo nel circondario di Nienburg/Weser, fu soppresso e incorporato a Warmsen il 1º marzo 1974.
| Controllo di autorità | VIAF (EN) 8509156858682949780008 |